# Slap
Slap je točka v reki ali potoku, kjer voda teče čez navpični pad ali vrsto strmih padcev. Slapovi se pojavljajo tudi tam, kjer stopljena voda pade čez rob ploščate ledene gore ali ledene police.
Slapovi lahko nastanejo na več načinov, vendar je najpogostejši način nastajanja, da reka teče čez zgornjo plast odporne kamnine, preden pade na mehkejšo skalo, ki hitreje erodira, kar povzroči vse večji padec. Slapove so proučevali glede njihovega vpliva na vrste, ki živijo v njih in okoli njih.
Ljudje imamo že leta poseben odnos s slapovi, potujemo, da bi jih videli, jih raziskujemo in poimenujemo. Lahko predstavljajo velike ovire za plovbo po rekah. Slapovi so verski kraji v mnogih kulturah. Od 18. stoletja so bili deležni večje pozornosti kot turistične destinacije, viri hidroenergije in – zlasti od sredine 20. stoletja – kot predmeti raziskav.

## Lastnosti
Lastnosti po ožjem pojmovanju:
- vodotok, ki ima nagib več kot 45° (do 100 % naklon),
- višinska razlika med vrhom in dnom slapa je enaka ali višja od 5 m,
- razlika med dvema stopnjama slapa je manjša od 5 m.

## Delitev slapov
Leta 2000 je Mabin določil, da »vodoravna razdalja med položajema ustja in potopnega bazena ne sme biti večja od ok. 25 % višine slapa«. Obstajajo različne vrste in metode za razvrščanje slapov. Nekateri učenjaki so brzice vključili kot podvrsto. Še naprej se razpravlja o tem, kaj pravzaprav je slap.
Slapove včasih izmenično imenujemo »kaskada« in »katarakt«, čeprav nekateri viri določajo, da je katarakt večji in močnejši slap in tudi brzica, ki jo na reki povzroča prečni prag iz trših kamnin, kaskada pa kot manjši, stopničast slap. Potopni bazen je vrsta potočnega bazena, ki nastane na dnu slapa.
Ko se topla in hladna voda srečata ob soteski v oceanu, lahko nastanejo veliki podvodni slapovi, ko hladna voda drvi proti dnu.
Slap je sestavljen iz ustja, slapove stene, vodnega pramena in podnožja. Ker so praviloma težko dostopni, jih je težko izmeriti. Večino slovenskih slapov so izmerili v letih 1980 do 1982, do tedaj so veljale le ocene posameznih avtorjev.

### Splošna delitev
- majhni slapovi - kaskade
- večji oziroma veliki slapovi - tudi katarakti (poleg višine je pomemben velik vodni pretok)

### Višina
- brzice
- kaskade, skakalce, šumelišče - voda se pretaka preko ene ali več strmih stopenj višine do 2 m
- skočniki, slapiči (višine od 2–5 m)
- skočniki z močnim pretokom - šumniki
- majhni slapovi (5–15 m)
- srednje visoki slapovi (15–30 m)
- visoki ali veliki slapovi (več kot 30 m)
- Slapišča so kombinacija prej naštetih

### Geologija
Po nastanku se slapovi delijo na:
Rastoči slap - konstruktiven - nastane zaradi v vodi raztopljenega kalcijevega karbonata v kraškem svetu in ki se nabira v plasti (običajno lehnjakovi slapovi)
Nižajoči slap - destruktiven, nastane ker se nižajo zaradi erozije, korozije ali raztapljanja kamnine, dokler ne ostane samo soteska. Dalje se ti delijo na:
- umikajoči slap (subsekventni slap) - ob ustju slapa je odpornejša kamnina, spodaj pa mehkejša, ki jo voda spodje dokler trša ne obvisi v zraku in se zlomi; proces se ponovi; primer sta Vintgarski Šum in Nemiljski Šum;
- dolbeči slap (konsekventni slap), ki se še deli na:
  - kamninsko pogojeni slap - menjavajo se različno odporne kamnine (Jermanov slap),
  - tektonski slap - nastane ob prelomih kamnin (Savica),
  - obviseli slap - nastane na robu obviselih stranskih dolin (Peričnik),
  - pregradni slap - pada preko sklanih podorov, ledeniških moren ali skalnih blokov (Čedca).

### Oblika
- prosto padajoči slap: voda pada čez navpično steno. Stene največkrat naredijo tektonski premiki (npr. Rinka)
- pahljača: slap, kjer je vrh ožji od dna (npr. Gorejca)
- strmi potoki: slap teče po podlagi (npr. Predelski slap)
- slap v strmem kanalu - koritu (npr. Slap Igla)
- enostopenjski slap
- dvo- ali večstopenjski slap (zgornji Martuljkov slap)
- kaskade (npr. slapovi Krke)
- ozkopremenski slap (npr. Peričnik)
- širokopremenski slap (npr. Boka)
- enopramenski slap (npr. Rinka)
- dvo- ali večpramenski slap (npr. Savica)
- slapišče (npr. Nadiško slapišče)
- podkev: slap v obliki črke U (npr. slapovi reke Iguazú)

### Vodni pretok
- stalni slapovi - na vodotokih s stalnim pretokom vode
- občasni slapovi - pojavljajo se na hudournikih ob času taljenja snega ali večjih neurjih (Govic)

### Podzemni slap
V kraškem svetu, kjer so podzemne jame v katerih tečejo vodotoki poznamo tudi podzemne slapove. (v Planinski jami, v Jami Pekel)

### Ponorni slap
Ponorni slap nastane tam, kjer voda iz nepropustnega površja priteče na apnenec (Ocizla).

## Slovenski slapovi
Največ slapov v Sloveniji je v Posočju in na območju Triglavskega narodnega parka .
V Evropi ima največ slapov Norveška.

## Ljudje in slapovi

### Raziskave
Geograf Andrew Goudie je leta 2020 zapisal, da so bili slapovi deležni »presenetljivo omejene raziskave«. Alexander von Humboldt je o njih pisal v 1820-ih.  Za specifično področje raziskovanja slapov ni imena in je v objavljeni literaturi opisano kot »razpršeno«, čeprav je priljubljeno opisovanje proučevanja slapov kot slapologija. Zgodnji članek o slapovih je leta 1884 objavil William Morris Davis, geolog, znan kot »oče ameriške geografije«. V 1930-ih je Edward Rashleigh objavil pionirsko delo o slapovih.[2] Leta 1942 je Oscar von Engeln zapisal o pomanjkanju raziskav o slapovih:
Mesta slapov bolj kot katera koli druga geomorfna značilnost pritegnejo in zadržijo zanimanje širše javnosti. Nekateri študentje sistematične geomorfologije slapov zaradi njihove priljubljenosti ne posvečajo resne pozornosti. Ta odnos ni za pohvaliti. Slapovi so pomembni predmeti za geomorfološke raziskave.
Še leta 1985 je neki učenjak menil, da »slapovi ostajajo zelo zapostavljen vidik rečnih študij«.[34] Študije slapov so se močno povečale v drugi polovici 20. stoletja. Obstajajo številni vodniki o slapovih in World Waterfall Database je spletna stran, ki katalogizira na tisoče slapov.

### Raziskovanje in poimenovanje
Mnogi raziskovalci so obiskali slapove. Leta 1493 je Krištof Kolumb opazil Carbet Falls na Guadeloupu, ki je bil verjetno prvi slap, ki so ga Evropejci videli v Ameriki. V poznem 17. stoletju je Louis Hennepin obiskal Severno Ameriko in zagotovil zgodnje opise Niagarskih slapov in slapov svetega Antona. Geograf Brian J. Hudson trdi, da je bilo slapove neobičajno posebej poimenovati do 18. stoletja. Trend poimenovanja slapov je bil povezan z večjo znanstveno osredotočenostjo na naravo, vzponom romantike in večjim pomenom hidroenergije z industrijsko revolucijo. Ko so evropski raziskovalci potovali po svetu, so pogosto prezrli imena, ki so jih dala domorodna ljudstva, v korist »evropskega« imena; David Livingstone je na primer Viktorijine slapove poimenoval po kraljici Viktoriji, čeprav so bili že znani kot Mosi-oa-Tunya. Številni slapovi imajo opisna imena, ki lahko izhajajo iz reke, na kateri so, krajev, kjer so blizu, njihovih značilnosti ali dogodkov, ki so se zgodili blizu njih.
Nekatere države, ki so jih kolonizirali evropski narodi, so sprejele ukrepe za preimenovanje slapov, ki so jih poimenovali evropski raziskovalci. Raziskovanje slapov se nadaljuje; slap Gocta Cataracts je bil svetu prvič predstavljen šele leta 2006.
Slapovi lahko predstavljajo velike ovire za potovanje. Prekopi so včasih zgrajeni kot način, kako jih obiti, drugič pa je treba stvari fizično prenašati naokoli ali zgraditi železnico. Leta 1885 je geograf George Chisholm zapisal, da »najbolj nazoren primer vpliva slapov in brzic na zaviranje razvoja civilizacije nedvomno predstavlja afriška celina, katere 'tema' je skoraj v celoti posledica tega vzroka«.

### Razvoj in turizem
Slapove ljudje pogosto obiščejo zgolj zato, da bi jih videli. Hudson teoretizira, da so dobra turistična mesta, ker na splošno veljajo za lepa in so razmeroma neobičajna. Dejavnosti ob slapovih lahko vključujejo kopanje, plavanje, fotografiranje, rafting, soteskanje, spust po vrvi, plezanje po skalah in ledno plezanje. Slapovi so lahko tudi mesta za proizvodnjo hidroelektrične energije in imajo dobre možnosti za ribolov. Premožni ljudje so vsaj že v starem Rimu in na Kitajskem obiskovali območja z značilnostmi, kot so slapovi. Vendar pa je bilo veliko slapov v bistvu nedostopnih zaradi težavnega terena, ki jih je obdajal, dokler se niso začele izvajati izboljšave, kot so poti do slapov, ki so postale običajne v 19. stoletju in se nadaljevale v 20. stoletju in v 21. stoletju. Oddaljene slapove zdaj pogosto obiščejo z letali.
Številne slapove je ogrozil tudi človeški razvoj. Na primer, slapove Guaíra na reki Parana, ki so bili nekoč eni najmočnejših slapov na svetu, je leta 1982 potopil jez, ki ga je zgradil človek, tako kot Riponove slapove leta 1952. Nasprotno pa so bili pri drugih slapovih gladina vode znatno nižja. preusmeritve za hidroelektrično energijo, kot je Tyssestrengene na Norveškem. Razvoj območij okoli slapov kot turističnih znamenitosti je prav tako uničil naravno prizorišče okoli mnogih izmed njih.
Slapovi so vključeni na osemintrideset območij svetovne dediščine[29] in mnoga druga so zaščitena s strani vlad.

### V kulturi
Slapovi igrajo vlogo v mnogih kulturah kot verski kraji ter predmeti umetnosti in glasbe.
Številni umetniki so slikali slapove in so omenjeni v številnih pesmih, kot so pesmi ljudstva Kaluli v Papui Novi Gvineji. Michael Harner je svojo študijo o ljudstvih Jivaroan v Ekvadorju naslovil Jivaro: Ljudje svetih slapov. Umetniki, kot so umetniki slikarske šole reke Hudson ter J. M. W. Turner in John Sell Cotman, so v 19. stoletju slikali posebno opazne slike slapov.
Ena od različic šintoističnega očiščevalnega obreda misogi vključuje stanje pod slapom v obrednih oblačilih. Na Japonskem so slapovi Nachi romarsko mesto, tako kot slapovi blizu Tirupatija v Indiji in Saut-d'Eau na Haitiju. Ljudstvo Otavali uporabljajo slap Piguchi kot del rituala Churru, ki služi kot obred polnoletnosti. Številni slapovi v Afriki so bili kraji čaščenja domorodnih ljudstev in so dobili imena po njihovih lokalnih bogovih.